# Michiko Kuwano
Michiko Kuwano (桑野通子?, Kuwano Michiko; Tokyo, 4 gennaio 1915 – Tokyo, 1º aprile 1946) è stata un'attrice giapponese.
Tra la fine degli anni trenta e metà degli anni quaranta s'impose all'attenzione della critica quale una delle attrici giapponesi più apprezzate della sua generazione.

## Biografia
Persa la madre a soli quattro anni, Michiko, lavorando per la pubblicità della Morinaga, una ditta di dolciumi, viene notata per la sua particolare bellezza.
Dopo un ingaggio come ballerina in un famoso locale di Tokyo, viene ingaggiata nel 1933 dalla Shochiku.
L'esordio sul grande schermo è nel 1934 con Kinkanshoku (金環蝕) di Hiroshi Shimizu. In seguito prende parte a pellicole dei maggiori autori dell'epoca, interpretando spesso il ruolo di donne al passo coi tempi e la modernità, quando non totalmente emancipate.
Nel 1942 ebbe una figlia, Miyuki Kuwano, che seguì le orme della madre recitando con grandi registi salvo ritarsi dalle scene a soli venticinque anni.
Rimasta nuovamente incinta nel 1946, durante le riprese del film La vittoria delle donne di Kenji Mizoguchi, perse coscienza e venne portata in ospedale. Pochi giorni dopo, il 1º aprile 1946, a soli trentuno anni, morì a causa di un'emorragia letale provocata da una gravidanza extrauterina.

## Filmografia parziale
- Kinkanshoku (金環蝕), regia di Hiroshi Shimizu (1934)
- Renai shūgku ryokō (恋愛修学旅行), regia di Hiroshi Shimizu (1934)
- Daigaku no wakadanna: Nihonbare (大学の若旦那・日本晴れ), regia di Hiroshi Shimizu (1934)
- Un eroe di Tokyo (東京の英雄,  Tōkyō no eiyū), regia di Hiroshi Shimizu (1935)
- Ônna no kânjo (女の感情), regia di Yasushi Sasaki (1935)
- Wakadanna haruranman (若旦那 春爛漫), regia di Hiroshi Shimizu (1935)
- Kare to kanojo to shōnentachi (彼と彼女と少年達), regia di Hiroshi Shimizu (1935)
- Umi no kyōdai (海の兄弟), regia di Keisuke Sasaki (1935)
- Sōshinzō (双心臓), regia di Hiroshi Shimizu (1935)
- Sendō kawai ya ( 船頭可愛いや), regia di Hideo Munemoto (1935)
- Reijin shakōba (麗人社交場), regia di Hiromasa Nomura (1935)
- Eikyû no ai ramûru ekuruneru zenpen (永久の愛 前篇), regia di Yoshinobu Ikeda (1935)
- Eikyû no ai ramûru ekuruneru kohen (永久の愛 後篇), regia di Yoshinobu Ikeda (1935)
- Ren'ai gōka ban (恋愛豪華版), regia di Hiroshi Shimizu (1935)
- Kanojo wa kirai to iimashita (彼女は嫌いとひいました), regia di Yasujirō Shimazu (1935)
- Hirenge (悲恋華), regia di Yasushi Sasaki (1936)
- Wakadanna hyakumangoku (若旦那 百万石), regia di Hiroshi Shimizu (1936)
- Kanjō sanmyaku (感情山脈), regia di Hiroshi Shimizu (1936)
- Arigatō-san (有りがたうさん), regia di Hiroshi Shimizu (1936)
- Kazoku kaigi (家族会議), regia di Yasujirō Shimazu (1936)
- Boku no haru (僕の春), regia di Shūzō Fukada (1936)
- Ai no hōsoku (愛の法則), regia di Hiroshi Shimizu e Yasushi Sasaki (1936)
- Jiyū no tenchi (自由の天地), regia di Hiroshi Shimizu (1936)
- Dansei tai josei (男性対女性), regia di Yasujirō Shimazu (1936)
- Itako oiwake (潮来追分), regia di Hideo Munemoto (1936)
- Onna no inochi (女のいのち), regia di Shūzō Fukada (1936)
- Seishun mankanshoku (青春満艦飾), regia di Hiroshi Shimizu (1936)
- Waga haha no sho (わが母の書), regia di Yoshinobu Ikeda (1936)
- Hanayome karuta (花嫁かるた), regia di Yasujirō Shimazu (1937)
- La ragazza che cosa ha dimenticato? (淑女は何を忘れたか, Shukujo wa nani o wasureta ka), regia di Yasujirō Ozu (1937)
- Koi mo wasurete (恋も忘れて), regia di Hiroshi Shimizu (1937)
- Otoko no tsugunai I - II (男の償ひ 前篇・後篇), regia di Hiromasa Nomura (1937)
- Suigô jôka - Kojô no reikon (水郷情歌 湖上の霊根), regia di Hideo Munemoto (1937)
- Shingun no uta (進軍の歌), regia di Yasushi Sasaki (1937)
- Shin katei reki (新家庭暦), regia di Hiroshi Shimizu (1938)
- Hotaru no hikari (螢の光), regia di Yasushi Sasaki (1938)
- Aizen katsura (愛染かつら), regia di Hiromasa Nomura (1938)
- Katei nikki (家庭日記), regia di Hiroshi Shimizu (1938)
- Nihonjin (日本人), regia di Yasujirō Shimazu (1938)
- Ani to sono imoto (兄とその妹), regia di Yasujirō Shimazu (1939)
- Zoku aizen katsura (続愛染かつら), regia di Hiromasa Nomura (1939)
- Shin josei mondō (新女性問答), regia di Yasushi Sasaki (1939)
- Watashi ni wa otto ga aru (私には夫がある), regia di Hiroshi Shimizu (1940)
- Josei no kakugo: Junjō no hana (女性の覚悟 第一部 純情の花), regia di Minoru Shibuya e Kenkichi Hara (1940)
- Josei no kakugo: Gisei no uta (女性の覚悟 第二部 犠牲の歌), regia di Minoru Shibuya e Kenkichi Hara (1940)
- Nishizumi senshacho-den (' 西住戦車長伝), regia di Kōzaburō Yoshimura (1940)
- Fratelli e sorelle della famiglia Toda (戸田家の兄妹, Todake no kyodai), regia di Yasujirō Ozu (1941)
- Genki de ikōyo (元気で行かうよ), regia di Hiromasa Nomura (1941)
- Hana (花), regia di Kōzaburō Yoshimura (1941)
- Aratanaru kōfuku (新たなる幸福), regia di Noboru Nakamura (1942)
- Ojisan (をぢさん), regia di Minoru Shibuya e Kenkichi Hara (1943)
- Obā-san (おばあさん), regia di Kenkichi Hara (1944)
- Fuchinkan gekichin (不沈艦撃沈), regia di Masahiro Makino (1944)
- Kotobuki-za (ことぶき座), regia di Kenkichi Hara (1945)
- Izu no musumetachi (伊豆の娘たち), regia di Heinosuke Gosho (1945)
- La vittoria delle donne (女性の勝利, Josei no shōri), regia di Kenji Mizoguchi (1946)